# Royaume tarasque
XIVe siècle – 1530
Entités suivantes :
- Nouvelle-Espagne

Le Royaume tarasque était un État mésoaméricain, couvrant à peu près la zone géographique de l'actuel État mexicain de Michoacán. Au moment de la conquête espagnole, il était du point de vue de la superficie et de la puissance militaire le deuxième État de Mésoamérique après l'Empire aztèque. L'État a été fondé au début du XIVe siècle et a perdu son indépendance au profit des Espagnols en 1530. En 1543, il est devenu officiellement l’État du Michoacán, en référence au nom de l'État tarasque en langue nahuatl (« Michoacán » signifie « territoire de ceux qui possèdent des poissons »). En p'urhépecha, la langue des Tarasques, le nom de l'État était « Iréchecua Tzintzuntzáni », qui signifie « les terres de Tzintzuntzan ».
Les populations du royaume tarasque appartenaient pour la plupart au groupe ethnique des Tarasques, mais elle cohabitaient avec d'autres groupes tels que les peuples Nahua, Otomi, Matlatzinca et chichimèque. Ces groupes ethniques ont été progressivement assimilés par le groupe majoritaire des P'urhépechas.
L'État tarasque était constitué d'un réseau de provinces tributaires avant de devenir progressivement de plus en plus centralisé, sous l’autorité du souverain, le Caconzi. La capitale tarasque était située à Tzintzuntzan sur les rives du lac Pátzcuaro, au Michoacán qui, selon la tradition orale tarasque avait été fondé par le premier caconzi Taríacuri et dominé par sa lignée, les Uacúsechas (Aigles en P'urhépecha).
L'État tarasque était contemporain de l’Empire aztèque, avec lequel il entretenait des rapports souvent conflictuels. L'empire tarasque a empêché l'expansion aztèque au nord-ouest, et les Tarasques ont dû fortifier et surveiller leurs frontières avec leurs voisins, en développant ce qui fut peut-être le premier État véritablement territorial de Mésoamérique.
En raison de son relatif isolement au sein de la Mésoamérique, le Royaume tarasque présentait de nombreux traits culturels complètement distincts de ceux des autres groupes culturels mésoaméricains. Il fait partie des quelques civilisations mésoaméricaines à utiliser le métal pour les outils et les ornements.

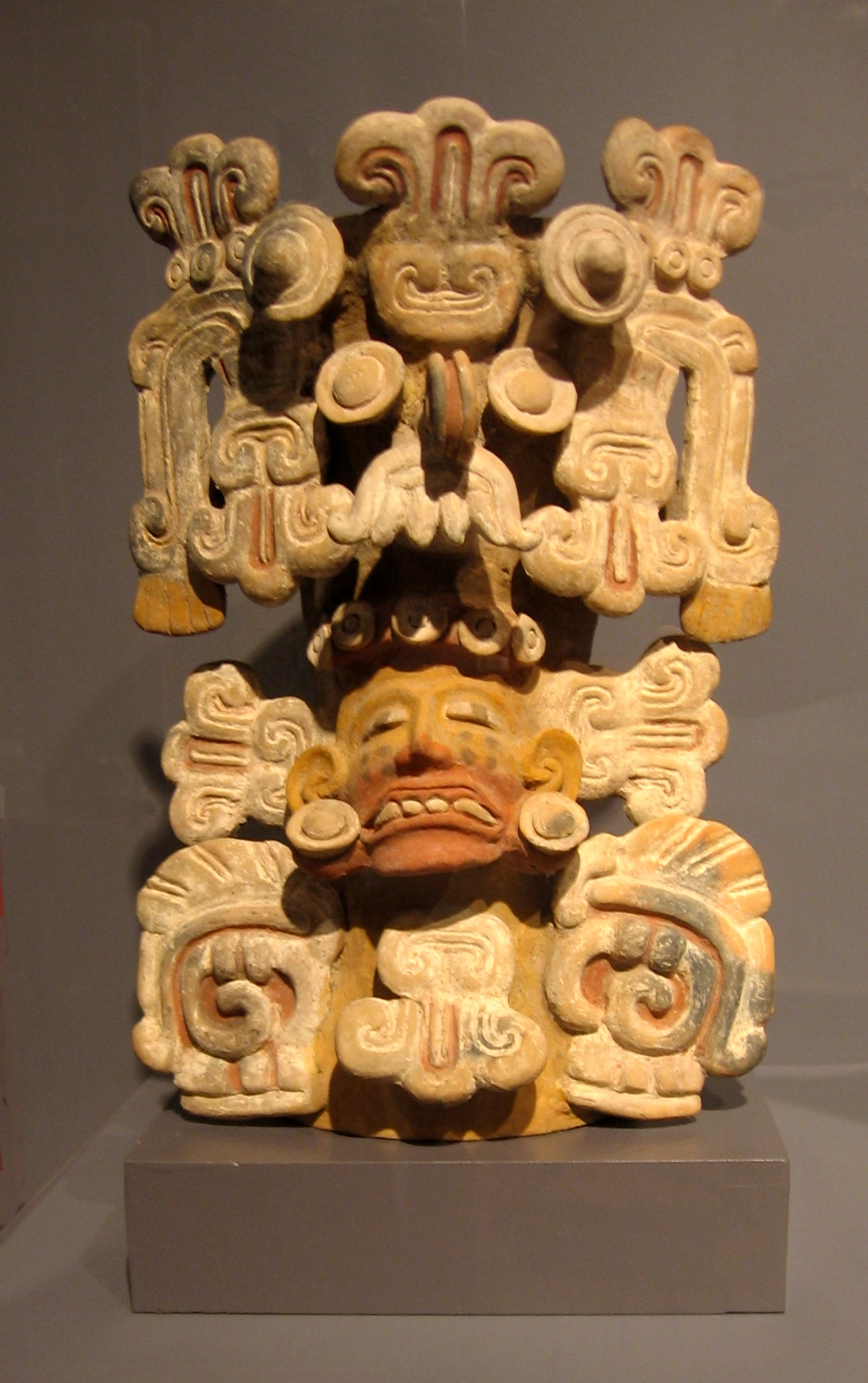
Un brûleur d'encens tarasque représentant le dieu de la pluie tarasque, Tirípeme Curicaueri.

## Historiographie
Quelques jours après la conquête par les Espagnols de Tenochtitlán, la capitale aztèque, Cortés écrivant à Charles Quint mentionnait l’existence du royaume tarasque :

« Comme la ville de Mexico était la plus grande et la plus puissante de toutes ces contrées, la nouvelle de la conquête de cette ville fut aussitôt connue du roi d'une grande province située à soixante-dix lieues de Mexico, appelé Michoacan. »

C’est ainsi que le royaume tarasque entra pour la première fois dans l’histoire de l’Occident, quelques années avant de disparaître totalement.
Jusqu'à récemment, toutefois, les historiens modernes, les archéologues, anthropologues et autres chercheurs – même à l'intérieur du Mexique – avaient peu de connaissances ou peu d’intérêt pour les Tarasques. Le Musée national d'anthropologie de Mexico leur consacre un espace assez réduit. C'est par les chroniqueurs espagnols que nous disposons d'informations sur les sociétés préhispaniques. Or, contrairement à la conquête de l'Empire aztèque, la colonisation du territoire tarasque n'a donné lieu à aucun fait d'armes dont les Espagnols auraient pu tirer gloire.
Au cours de la période coloniale, le Michoacan est resté une zone périphérique. Après l'indépendance du Mexique, la brillante civilisation aztèque a pris énormément de place dans l'imaginaire historique d'un Mexique métissé, alors que la culture tarasque restait ignorée. Des recherches récentes, en particulier au cours des vingt dernières années, ont cependant révélé une culture complexe, beaucoup plus intéressante que celle qu'on avait imaginée. Non seulement les Tarasques régnaient sur un empire d’une dimension considérable à l'époque de la conquête espagnole, le deuxième en importance géographique après les Aztèques, mais ils avaient aussi créé une culture qui à bien des égards ne ressemble à aucune autre en Mésoamérique.

### Terminologie
En raison de l'absence de documents écrits par les Tarasques, nous ne savons pas avec certitude sous quel nom les Tarasques se désignaient eux-mêmes.

#### Tarasque
Nous savons qu'ils n'ont été appelés « Tarasques » qu'après la conquête, et un malentendu serait à l'origine de cet usage ; en effet, dans la langue de ce peuple, le mot tarascue signifie « beau-fils » ou « beau-père », et son utilisation semble avoir suivi les premiers mariages forcés d’Espagnols avec des filles de caciques tarasques : lorsque certains membres de leur famille leur ont été présentés comme tarascue, les Espagnols ont interprété par erreur ce nom comme étant celui de tout le peuple.
Ce mot semble toujours être le terme le plus couramment utilisé dans les publications actuelles, y compris celles des mésoaméricanistes. De même, l'État tarasque mésoaméricain est le plus souvent désigné sous le nom de « royaume tarasque » ou d'« empire tarasque », même si cet adjectif est parfois remplacé par « tarascan » (qui semble être une mauvaise traduction de l’anglais tarascan).

#### Purépecha
Toutefois, l'opinion majoritaire semble actuellement conclure que le terme le plus proche du mot utilisé par les indigènes pour désigner les Tarasques est Purépecha (ou une de ses variantes orthographiques : Purhépecha, P'urhépecha ou Phurépecha). En effet, de nos jours, le mot « tarasque » est devenu péjoratif au Mexique et les membres de cette ethnie préfèrent se désigner sous le terme de Purhépecha, faisant parfois référence à leur ancien État mésoaméricain sous le nom de royaume ou d’empire purhépecha.
Dans la Relation de Cuitzeo de 1579 il est mentionné que c'était le nom dont ils se servaient pour eux-mêmes, et qu'il avait le sens de « travailleurs » ou « hommes ordinaires » ou encore « roturiers ».
Le Clézio dans son introduction à la traduction française de la Relación de Michoacán parle de Porhépéchas ou peuple Porhé.

#### Cintzuntza
Par ailleurs, selon le linguiste franciscain du XVIe siècle Juan Baptista de Lagunas, tous les indigènes désignaient la province et leur langue, sous le vocable de Cintzuntza (faisant référence à Tzintzuntzan, la capitale impériale).
Il n’existe pas d'autre source connue confirmant cette affirmation, mais il est vrai que nous ne connaissons pas le nom que les Tarasques donnaient à leur terre, à leur empire. Le nom « Michoacán » dérive d’un mot nahuatl, qui signifie le lieu des poissons - se référant au lac de Pátzcuaro - par lequel les Aztèques désignaient le territoire de leurs voisins.

#### Uacusecha
Un autre nom fréquemment utilisé pour désigner les Tarasques est uacúsecha (aigle). Ce nom fait spécifiquement référence à un groupe de Chichimèques qui serait arrivé dans le bassin du lac Patzcuaro assez tardivement et qui furent les ancêtres des fondateurs de l'empire tarasque et qui constituèrent eux-mêmes la lignée de la famille royale.

### Sources
Un des grands avantages dans l'étude des sociétés existant au moment de leur contact avec les Européens est la présence de preuves documentaires laissées par les colonisateurs, les missionnaires et les administrateurs décrivant un monde préhistorique. Dans le cas des Tarasques cela est particulièrement précieux, car eux-mêmes n’ont laissé aucune trace écrite, bien qu’ils aient connaissance de tels documents dans d'autres régions de Mésoamérique.
Il est difficile à partir des commentaires de Pollard de déterminer si les Tarasques n’avaient pas du tout de langage écrit au moment de la conquête, ou bien s’ils n’avaient tout simplement pas ressenti la nécessité de tenir à jour des chroniques. Étant donné la complexité du réseau économique et politique qu'ils administraient, la première hypothèse semble plus probable. S'ils avaient eu un système d'écriture, sans doute aurait-il été utilisé, à des fins de comptabilité, à défaut d'autre chose. Compte tenu de l'absence de tels documents de première main, les personnes intéressées par la connaissance des Tarasques étaient dépendantes de quatre principales sources d'information :
- extrapolation à partir des données du XXe siècle,
- extrapolation à partir du début de la période hispanique (1520-1550),
- les données de l'archéologie,
- les données des documents ethno-historiques.

Les deux premières sources ont principalement à voir avec l'environnement et les questions géographiques, par exemple, nous pouvons faire des estimations sur la taille et la forme du lac Patzcuaro au cours de la période préhispanique en se basant sur ce que nous savons de sa taille et de sa forme actuelle. Nous pouvons deviner que des villes et des hameaux ont pu exister avant la Conquête, en observant ceux qui étaient présents quelques années après la Conquête. Les données actuelles sur la pluviométrie, la productivité agricole, les captures de poissons, la présence de la faune dans la région, entre autres, devraient nous aider à déterminer quelles étaient les conditions qui existaient y a cinq cents ans.
Les preuves archéologiques sont intrigantes, mais encore assez pauvres. Gorenstein et Pollard commentent, Considérant que l'existence des Tarasques du bassin du Lac de Pátzcuaro à l’époque préhispanique est bien connue des mésoaméricanistes, il est remarquable de constater que peu de travaux archéologiques ont été faits dans ce bassin.
Plus récemment, toutefois, Pollard a noté que l'attention des archéologues s'est détournée des œuvres monumentales relativement peu nombreuses laissées par les Tarasques, pour se tourner vers des fouilles dont ils espèrent obtenir davantage de données sur la vie quotidienne des gens du peuple. En effet, une recherche sur le Web pour les deux mots archéologie et tarasque, ramène plusieurs centaines de résultats, y compris les pages Web d’un certain nombre de jeunes archéologues pratiquant des fouilles dans la région. Une récente réunion de l'American Anthropological Association a tenu une session d'études tarasque, avec des rapports d’archéologues sur l'utilisation de l'obsidienne, la production de cuivre, les analyses des céramiques et l’étude de la frontière sud-est de l'empire.
On ne peut qu'espérer que cette tendance va se poursuivre, fournissant plus de profondeur et d'étendue aux connaissances obtenues à partir de l'archéologie.
L'essentiel de nos connaissances sur la civilisation tarasque provient de « La Relation des cérémonies, des rites, des peuples et du gouvernement des Indiens de la province de Mechuacan ». Ce manuscrit daté de 1541, aujourd'hui conservé à la bibliothèque royale de l'Escorial (Espagne), comporte 140 pages divisées en trois sections : la première partie, presque entièrement perdue, était consacrée aux divinités et aux fêtes religieuses. La seconde partie narre l'histoire des Tarasques depuis l'arrivée de nomades chichimèques dans le nord du Michoacan jusqu'à la veille de la conquête espagnole. Le récit ne peut être pris au pied de la lettre puisque sa construction est structurée avant tout par la symbolique religieuse et l'idéologie politique. La troisième partie porte sur la venue des Espagnols ainsi que sur les us et coutumes des indigènes.
L'auteur de la Relation de Michoacan nous est inconnu, mais nous savons qu'il s'agissait d'un religieux espagnol de l'ordre de Saint François. À partir cet indice, plusieurs noms ont été proposés : Vasco de Quiroga (premier évêque du Michoacan), Fray Geronimo de Alcala (évangélisateur) ou encore Fray Maturino Gilberti (auteur du premier dictionnaire bilingue tarasque / espagnol). C'est à la demande du vice-roi de la Nouvelle-Espagne, Don Antonio de Mendoza, que fut entreprise la rédaction de la Relation de Michoacan. Les informations furent recueillies oralement auprès des nobles tarasques.
Parmi d'autres sources documentaires il faut compter des documents écrits à l’intérieur du royaume tarasque sous administration coloniale tout de suite après l’arrivée des espagnols, divers dictionnaires datant du XVIe siècle et des grammaires de la langue tarasque, ainsi que des documents pertinents provenant d'autres régions du Mexique, surtout du bassin de Mexico, qui font référence aux Tarasques.
Naturellement il faut toujours faire preuve de prudence lorsqu'on utilise les documents des conquérants pour essayer de comprendre les vaincus.
Néanmoins, en particulier en l'absence de documents provenant des Tarasques eux-mêmes, ces premiers écrits espagnols ont au moins aidé les chercheurs d'aujourd'hui à discerner quelles questions il fallait se poser à partir des autres types de données disponibles.

## Géographie
Le territoire où se formerait finalement l'État tarasque est la région de montagnes volcaniques constituant l'extension ouest de la Mesa centrale du Mexique, entre deux grands fleuves : le Río Lerma et le Río Balsas. Il comprend des zones climatiques tempérées, tropicales et subtropicales, il est dominé par des volcans du Cénozoïque et des lacs situés au-dessus de 2 000 mètres d'altitude, mais comprend également des basses terres dans les régions côtières du sud-ouest. La plupart des types de sols communs sur le plateau central sont des terres volcaniques de type Andosol, Luvisol et des terres moins fertiles, de type Acrisol. La végétation est principalement constituée de pins, de sapins et de chênes. L'occupation humaine s'est concentrée sur les bassins des lacs, qui sont abondants en ressources. Dans le nord, près du Rio Lerma, il existe des ressources en obsidienne et en sources thermales. L'État tarasque était centré autour du bassin du lac Pátzcuaro.

## Histoire du royaume tarasque

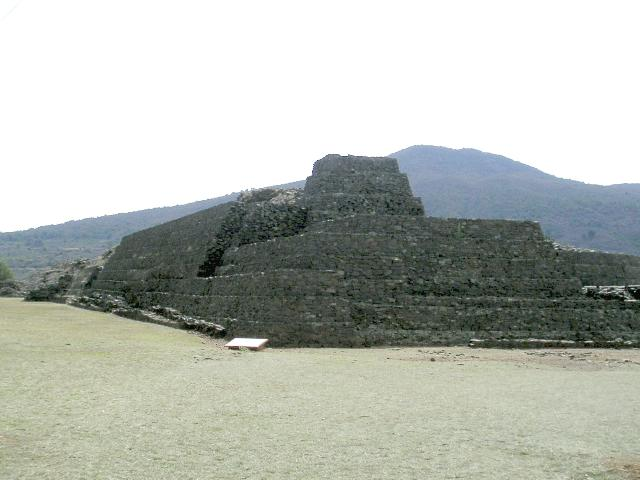
Le site archéologique de Tzintzuntzan, capitale de l’État tarasque.

### Premières preuves archéologiques
La zone tarasque a été habitée au moins depuis le début de la période pré-classique. Les premières pierres taillées datent d’avant 2500 avant notre ère, comme les pointes cannelées de Folsom et des ustensiles de pierre trouvés aux environs de sites de fossiles de mégafaune. Les plus anciennes datations au radio-carbone des sites archéologiques les situent aux alentours de 1200 av. J.-C. La culture la plus connue du début de la période préclassique au Michoacán est la culture de Chupicuaro. Les sites de la culture Chupícuaro se trouvent principalement sur les îles du lac, et on peut y trouver des traits liés aux modèles culturels plus tardifs des Tarasques. Au début de la Période classique, le jeu de balle et d'autres vestiges démontrent une influence de Teotihuacán dans la région du Michoacán.

### Origines du peuplement
Il est possible qu’on en connaisse moins sur l'origine et les antécédents historiques des indiens tarasques qu’à propos de tout autre groupe important du Mexique.
Bien que beaucoup de choses soient mieux connues aujourd'hui que lorsque Foster a écrit ces mots en 1948, il est probable qu'ils soient encore en grande partie vrais. Pour un certain nombre de raisons, les origines des Tarasques sont encore entourées de mystère et le resteront sans doute pendant un certain temps encore. Leur propre tradition, enregistrée dans la Relación de Michoacán, ne permet pas de trouver trace de leur passé avant leur arrivée dans le Michoacán et c'est là que le mystère commence.
Le Mésoaméricaniste Richard WE Adams note que les Tarasques sont connus par les anthropologues pour avoir une langue qui n'est liée à aucune autre langue méso-américaine connue.
Swadesh a conclu que les langues les plus proches sont le Zuñi, dans le sud-ouest de l'Amérique du Nord, et le Quechua, dans les Andes.
En effet, des similitudes linguistiques et des points communs dans la technologie des métaux - avec dans les deux cas des différences notables avec les cultures environnantes comme celles des Aztèques - ont conduit à des théories intéressantes situant l’origine des tarasques chez les peuples marins de la plaine côtière des Andes.
Greenberg a émis l'hypothèse que les tarasques appartiendraient au groupe linguistique Chibcha, situé dans la partie inférieure de l'Amérique centrale et la Colombie d'aujourd'hui. Il note, toutefois, que les différences linguistiques suggèrent que la divergence des tarasques n’a pas eu lieu après la période archaïque, vers 7000-2000 av. J.-C.
Dans les deux cas, les questions linguistiques suscitent plus de questions que de réponses pour la recherche de l’origine des Tarasques.
Un peu moins mystérieuse est la question de l'arrivée et de l’expansion plus récente des Tarasques dans le bassin du lac Patzcuaro, où l'Empire a finalement fixé son centre qui a suscité l'émergence de la culture tarasque comme entité distincte. Adams a émis l’hypothèse d’un point de départ possible dès l'an 1000, notant que les choses ont dû certainement avoir été en bonne voie en 1250 pour avoir atteint le niveau de complexité dans lequel les Espagnols les ont trouvés.
Par ailleurs, il convient de noter au passage que, bien que le terme tarasque soit utilisé pour désigner l'empire tout entier et tous ses habitants, il était en fait celui d’une petite élite de purs Tarasques, qui comprenait environ 10 pour cent de la population, et qui dominait le reste.
Gorenstein et Pollard décrivent quatre principaux groupes ethno-linguistiques dans le bassin du lac Patzcuaro, dont la combinaison a permis l’émergence du royaume :
- les populations indigènes du bassin, qui parlaient probablement une langue proto-tarasque
- les locuteurs du Nahuatl (naguatatos)
- les premiers arrivants Chichimèques
- les derniers arrivants Chichimèques, les uacúsecha (les aigles).

Pour compliquer un peu le tableau, de peur que nous commencions à avoir une trop grande certitude au sujet de toute chose concernant les Tarasques, Michelet a contesté quelque peu cette image, affirmant que les Tarasques étaient un groupe de pseudo-nomades, qui s’étaient appropriés d’eux-mêmes le terme nahuatl de chichimèques, et qui avaient migré relativement tard dans le bassin de Zacapu et même plus tard vers la région du lac Patzcuaro.
Nous pouvons nous attendre à la publication de certains des travaux plus récents de Pollard, dans lesquels elle prétend que les recherches archéologiques, écologiques, et ethno-historiques de la dernière décennie permettent maintenant de discerner les racines culturelles profondes des populations de la région… .
Peut-être quelques-uns des mystères commenceront-ils à être résolus.

### Rois tarasques (légendaires et historiques)
| Souverain         | Capitale     | Règne            |
| ----------------- | ------------ | ---------------- |
| Hire Ticatame     | Zacapu       | ?                |
| Sicuirancha       | Uayameo      | ?                |
| Pauacume I        | Uayameo      | ?                |
| Uapeani I         | Uayameo      | ?                |
| Curatame I        | Uayameo      | ?                |
| Uapeani II        | Uayameo      | ?                |
| Pauacume II       | Pátzcuaro    | ?                |
| Tariacuri         | Pátzcuaro    | vers 1300 - 1350 |
| Hiquingaje        | Pátzcuaro    | vers 1350        |
| Hiripan           | Ihuatzio     | ?                |
| Tangaxuan I       | Tzintzuntzan | ? - 1454         |
| Tzitzispandaquare | Tzintzuntzan | 1454 - 1479      |
| Zuangua           | Tzintzuntzan | 1479 - 1520      |
| Tangaxuan II      | Tzintzuntzan | 1520 - 1530      |

### Fondation et développement du royaume
C’est approximativement à ce point - avec l'arrivée et l’installation de nombreux groupes différents dans le bassin du lac Patzcuaro - que l’histoire légendaire des Tarasques, telle que relatée dans la Relación de Michoacán, commence.
Au cours de la période classique récente au moins deux groupes ethniques non-P'urhépechas vivaient autour du lac Patzcuaro : des locuteurs du nahuatl à Jarácuaro, et certaines groupes chichimèques sur la rive nord, la population nahua étant la deuxième en effectif.
Selon la Relación de Michoacán un leader visionnaire des P'orhépechas nommé Taríacuri, l'un des uacúsechas qui s'étaient désignés eux-mêmes comme les fondateurs d’une lignée d'élite décida de réunir les communautés autour du lac Patzcuaro dans un État fort. Autour de 1325, il entreprit les premières conquêtes et installa ses neveux Hiripan et Tangáxoan comme seigneurs de Ihuatzio et de Tzintzuntzan, respectivement, lui-même s’attribuant le gouvernement de la ville de Pátzcuaro. À la mort de Taríacuri (vers 1350), sa lignée contrôlait tous les grands centres situés autour du lac Patzcuaro. Hiripan poursuivit l’expansion dans la région proche du lac Cuitzeo,.
Hiripan et plus tard son frère Tangáxuan I ont commencé à institutionnaliser le système tributaire et à consolider l'unité politique de l'empire. Ils ont créé une bureaucratie administrative et réparti les responsabilités des tributs et des territoires conquis entre les seigneurs et les nobles. Dans les premières années qui ont suivi, la Sierra tarasque, puis le bassin du Balsas ont été incorporés à un État de plus en plus centralisé.
À un certain moment au cours de cette première période d'expansion, Tzintzuntzan devint la capitale régionale à la place de Pátzcuaro. Situé sur la rive sud du bras nord du lac de Patzcuaro, Tzintzuntzan a été fondée en 1000 apr. J.-C. comme centre de culte.
Gorenstein estime que le changement s'est produit parce Tzintzuntzan a pu en quelque sorte prendre le contrôle de la principale zone de terres irriguables de la région. Cet accès exclusif aux ressources, combiné à la résidence sur place des élites royale, a donné à Tzintzuntzan l’avantage dont il avait besoin pour prendre le contrôle des quatre autres principales entités politiques régionales. À partir de ce moment, ces quatre centres administratifs se sont trouvés au service de Tzintzuntzan, et quatre autres ont été créés pour les servir. Le pouvoir n'a pas été partagé entre les neuf centres administratifs, mais a été confié exclusivement à Tzintzuntzan, qui s’est développé pour être un centre urbain fortement prééminent, avec une population au moins cinq fois plus élevée que les centres de second rang.
La succession des dates et des personnages deviennent quelque peu obscure à partir de ce moment, parce que, s’il faut en croire la Relacion, Taríacuri et ses neveux régnèrent et menèrent une campagne active pendant plus de 90 années, ce qui semble peu probable. Ce qui semble vraisemblable, c'est qu’aux alentours de 1440, des mesures ont été prises pour institutionnaliser les conquêtes militaires déjà réalisées, et pour organiser un État tributaire. Une bureaucratie a été créée pour administrer ces territoires, centralisée à Tzintzuntzan, et cela a ouvert la voie à une période d'expansion beaucoup plus large dans les années 1440-1500
Sous le règne du Cazonci Tzitzispandáquare un certain nombre de régions furent conquises, pour être perdues à nouveau à la suite de rébellions ou à cause d’un repli stratégique face à l'expansion aztèque. En 1460, l'empire tarasque atteignit la côte du Pacifique à Zacatula, s’étendit dans la vallée de Toluca, et aussi sur la rive nord, dans l'État actuel de Guanajuato. Dans les années 1470, les Aztèques sous le règne d’Axayacatl s'emparèrent d'une série de villes frontières tarasques et encerclèrent le cœur du pays tarasque, mais furent finalement vaincus. Cette expérience incita le roi tarasque à poursuivre la fortification de la frontière aztèque en y installant des garnisons, comme à Cutzamala. Il accueillit également les Otomis et les Matlatzincas qui avaient été chassés de leurs terres par les Aztèques et les autorisa à s'installer dans la zone frontalière à condition pour eux de prendre part à la défense des terres tarasques. À partir de 1480, le souverain aztèque Ahuitzotl intensifia la guerre avec les Tarasques. Les attaques contre les terres tarasques furent appuyées par d'autres groupes ethniques alliés ou soumis aux Aztèques, comme les Matlatzincas, les Chontales et les Cuitlatèques. Les Tarasques, dirigé par le Caconzi Zuangua, repoussèrent les attaques, mais ensuite l'expansion tarasque fut interrompue jusqu'à l'arrivée des Espagnols deux ans plus tard sous le règne du dernier Caconzi d'un État tarasque indépendant, Tangáxuan II.
La motivation de cette expansion qui a entraîné un accroissement territorial considérable demeure inconnue, mais deux conséquences sont apparues assez tôt : en premier lieu, elle a apporté un grand nombre et une grande variété de ressources dans un réseau économique établi, contribuant ainsi à maintenir un noyau de population dense, bien au-delà de ce que permettait la capacité fournie par les terres disponibles, d'autre part, cela signifiait que la défense militaire du centre était dirigée depuis une distance de plus de 100 km de la capitale.

### Modalités de l'expansion tarasque
Mais ce qui est plus remarquable, c’est le fait que les Tarasques ont joué le jeu de la guerre avec les Aztèques et ne l’ont pas perdu. Ce fut ce dernier point qui a retenu l’attention des historiens. Le lieu des investigations à mener était de toute évidence la frontière entre les Tarasques et les Aztèques, pour apprendre la façon dont les Tarasques surveillaient leur frontière et comment leurs compétences en gestion, et pas seulement leur technologie militaire, leur ont permis de gagner la guerre et de conserver leur territoire intact. C’est peut-être l'organisation administrative, et non pas les traits culturels, qui ont fait des Tarasques une anomalie en Mésoamérique. Cette qualité a imprégné et caractérisé le système culturel tarasque, et l'on voit clairement sur la frontière que les Tarasques n'ont pas simplement engagé une bataille mais mené une guerre administrée.
Pendant une période d’environ quatre-vingts années entre la création de la bureaucratie centrale de Tzintzuntzan et la conquête espagnole, l'empire tarasque s’est considérablement étendu, intégrant en son sein une grande diversité de groupes ethniques et se défendant avec succès contre des voisins avides. L'expansion s'est faite principalement, sinon exclusivement, à travers l'utilisation de la guerre contre les populations voisines, en fait Pollard nous dit que les Tarasques ont réussi à la fois par la conquête et par l'intimidation. Elle note que, selon la Relación de Michoacán les villages qui ne se rendaient pas, mais qui étaient conquis, perdaient la totalité de leur population. Les nourrissons, les personnes âgées, et les blessés étaient immédiatement mis à mort (sacrifiés) sur le champ de bataille, les adultes étaient ramenés vers de grands temples de la région centrale (le plus souvent Tzintzuntzan) pour être sacrifiés dans les rituels majeurs, les enfants aussi étaient ramenés au bassin du lac Pátzcuaro et mis au travail comme esclaves dans les domaines du roi. Dans un aperçu intéressant de l'état d'esprit des Tarasques, Pollard ajoute qu’ils ont insisté sur le fait que ces esclaves n'étaient pas acquis par fait de guerre, mais achetés par voie commerciale en échange de couvertures.
Bien que l'État se soit étendu par la guerre et l'agression, les processus de formation et d'entretien de l'État ont été pour la plupart pacifiques et rationnels. Les descriptions de Pollard de l'art de gouverner tarasque sont importantes à détailler assez longuement, car il semble avoir été mûrement réfléchi et structuré. Elle postule deux façons apparemment contradictoires par lesquelles les Tarasques auraient interagi avec les différents groupes ethniques qu'ils ont rencontrés dans leur expansion : deux processus simultanés, chacun étant à l'œuvre dans différentes régions de l'empire - assimilation ethnique et ségrégation ethnique.
L'assimilation ethnique a de toute évidence eu lieu dans la zone centrale du cœur de l’État, le bassin du lac Patzcuaro. L'unité politique est survenue à travers l'émergence d'une identité tarasque, qui comprenait l'utilisation universelle de la langue tarasque et l'incorporation des quatre groupes déjà en place. Il y avait aussi ce qu'elle appelle une zone d'assimilation active en dehors du centre, où des groupes locaux ont commencé à assumer une identité tarasque après leur conquête par le cœur. Dans cette zone l’assimilation a été facilitée par la réinstallation des Tarasques de la région de base dans ces zones périphériques.
La ségrégation ethnique a également eu deux aspects : en premier lieu, il y avait de nombreuses enclaves ethniques au sein de la zone d'assimilation, des groupes qui ont maintenu une identité ethnique distincte tout en étant intégrés dans la sphère politique et économique tarasque. Deuxièmement, il y avait de vastes territoires le long de la frontière militaire où une grande variété de groupes ethniques ont vécu et ont été incorporés dans le système impérial à des degrés divers. Par exemple, dans son travail sur la zone frontière d’Acámbaro, Gorenstein a découvert que trois groupes ethniques différents, et linguistiques présents (Otomis, Chichimèques, et tarasque) ont maintenu séparées leurs identités ethniques, leurs zones résidentielles, et leurs systèmes sociaux. Bien que les Tarasques aient le plein contrôle politique des communautés - les dirigeants Otomi et Chichimèques étaient nommés par le roi tarasque - il n'y avait aucune tentative par les Tarasques d’assimiler les autres groupes ethniques comme Tarasques.
L’expansion n'était pas la seule raison pour laquelle les Tarasques faisaient la guerre. Des menaces contre leur mode de vie et leurs réseaux de ressources pouvaient déclencher une action militaire. Lameiras note une guerre menée dans le sud de Jalisco contre des alliés des Tarasques (les pueblos confederados) qui tentaient de contrôler l'accès aux gisements de salpêtre de Sayula.
Et bien sûr, la défense - principalement contre les incursions des Aztèques – a continué à nécessiter la constitution une armée permanente et d’un réseau militaire, même après que l'empire eut atteint une taille impressionnante.
Les armes traditionnelles utilisées par les Tarasques comprenaient l'arc et les flèches, les lances, et le propulseur, avec l’utilisation également de massues et de frondes. Les pointes d'armes pouvaient être faites de métal ou d’obsidienne, ou d’une combinaison des deux matériaux.
La protection contre les armes de l'ennemi provenait de boucliers et d’armures en coton. En outre, des soldats non tarasques étaient encouragés à utiliser leurs armes traditionnelles, et l'ont fait avec beaucoup de succès: les Chichimèques d’Acambaro étaient des archers qualifiés, et les Otomis étaient experts en macana et frondes, et du combat corps à corps.
Le travail de Gorenstein à Acambaro, sur la frontière orientale de l'empire tarasque (et, par conséquent, à la frontière ouest de l'empire aztèque), fournit un des meilleurs résumés de la façon dont le système de défense tarasque a été planifié et administré.
Elle constate que les Tarasques ont été très sélectifs sur les conquêtes réalisées à la frontière, gardant un œil pour tenir et maintenir des points stratégiques liés au fait qu’ils savaient que les Aztèques étaient et continueraient d'être des ennemis redoutables, tant militairement que politiquement.
Elle a observé quatre colonies voisines d’Acambaro, et découvert qu'elles étaient stratégiquement supérieures. Toutes étaient installées sur des collines, ce qui leur permettait un large champ de vision et leur permettait même de prendre des mesures offensives par surprise si le besoin s'en faisait sentir. Les sites étaient suffisamment proches l'un de l'autre pour être en mesure de coordonner la stratégie et la tactique, grâce à un système de feux et de signaux de fumée, ou au moyen de messagers et d’éclaireurs. Tous les établissements situés dans la zone frontière pouvaient être informés d'un événement ou d’une directive en une semaine et peut-être en quelques jours suivant la position du site frontalier de diffusion et de réception de l'information.
Parallèlement à ce réseau de communication interne impressionnant, les Tarasques avaient également un réseau d'espions afin d'essayer de vérifier l'information externe - en particulier le long de la frontière instable de l'est.
Ils pouvaient aussi disposer des services de marchands à longue distance. Dans la politique des Tarasques, les échanges entre les empires sur de longues distances étaient conduits par des salariés de la province payés par le roi. Par conséquent, étant donné qu'ils étaient déjà employés par le gouvernement, il fallait peu de chose pour ajouter l'espionnage à leur liste de leurs attributions.
Les militaires et les régions frontalières étaient fermement intégrés dans le système économique et politique tarasque et le tribut perçu dans tout l'empire contribuait à soutenir une armée et des défenses permanentes. En fait, des groupes comme les Otomis et les Chichimèques d’Acambaro étaient exemptés de payer tribut au cœur de l’empire, il était reconnu que le service militaire constituait leur contribution. D’où les commentaires de Gorenstein :
La relation entre le noyau et la périphérie de l’empire tarasque n'était pas seulement d'ordre économique, un système dans lequel les ressources de la périphérie étaient prélevées pour le bénéfice cumulé du noyau. C’était également, et sans doute surtout, une politique dans lequel la périphérie économique était devenue une frontière politique à soutenir, si nécessaire par l'excédent accumulé par le noyau. Le gouvernement tarasque, à cet égard ainsi que d'autres, a reconnu des intérêts politiques comme étant au-dessus des intérêts économiques .
Les Tarasques avaient eu raison de supposer qu'ils auraient besoin de se défendre contre les Aztèques. Les deux empires étaient en pleine expansion au cours du XVe siècle, et il était inévitable qu'ils s'affrontent tôt ou tard. Pendant le règne du roi aztèque Axayacatl (1469-1481), les armées aztèques ont tenté à plusieurs reprises de conquérir l’empire Tarasque, et ont été repoussées à chaque fois, souvent avec de grandes pertes humaines.
Même dans les décennies précédant immédiatement la Conquête, les Aztèques ont toujours monté des attaques occasionnelles contre les Tarasques à la frontière de l'Est et ont été repoussés chez eux après une défaite.
Gorenstein et Pollard discutent des différences entre les organisations militaires tarasques et aztèques, avec des implications intéressantes selon lesquelles les Tarasques étaient en mesure, avec leurs propres troupes, de faire face aux armées d'un empire plus vaste et plus puissant :
Parmi les Tarasques, il y avait des soldats professionnels qui étaient occupés à temps plein par les questions militaires et étaient considérés comme des représentants du gouvernement… L'armée en tant que bras armé de l’État était utilisée pour exécuter les directives de l'administration, qui voulait étendre son emprise et, partant, sa base de contrôle politique sur le territoire.
En revanche, chez les Aztèques, l'organisation militaire était essentiellement une partie du système social et le développement de l'armée en tant que spécialisation professionnelle était soumis à l'intérêt du maintien de l'élite sociale. Les fonctions militaires étaient assurées par un système social, souvent maladroit et toujours inefficace. Le but n'était pas d'étendre l'administration, mais d'étendre l'économie.
Grâce en grande partie à cette armée capable et efficace, l'empire tarasque s’était étendu, au moment de la Conquête, pour inclure la quasi-totalité de l'État actuel du Michoacán, ainsi que des parties du Jalisco et du Guanajuato
.
Pollard décrit les Tarasques comme couvrant la zone entre deux des plus grands fleuves du Mexique : le bassin de Lerma-Santiago, au nord, et de Balsas au sud.
Lorsque les Espagnols sont arrivés, l'empire tarasque n'était devancé que par les Aztèques du point de vue de la taille géographique.

### Chute du royaume tarasque
Le 23 février 1521, le premier soldat espagnol est apparu aux frontières du Michoacán. Les effets de l'arrivée des Espagnols avaient déjà commencé à se faire sentir parmi les Tarasques avant ce premier contact. L'année précédente, un esclave infecté par la variole avait débarqué avec l'armée de Pánfilo de Narváez et déclenché une épidémie qui s’était répandue dans tout le Mexique. Le Cazonci tarasque Zuangua (Tzuiangua) mourut dans cette épidémie de l'été et de l’automne 1520.
La rougeole arriva également, arrivée avec les premiers Espagnols, et conduisit à de nouvelles pertes dans la population.
Après avoir appris la chute de l'Empire aztèque, le Caconzi Tangáxuan II envoya des émissaires aux vainqueurs espagnols. Quelques Espagnols repartirent avec eux à Tzintzuntzan où ils furent présentés au roi et des cadeaux furent échangés. Ils revinrent avec des échantillons d'or, ce qui suffit à éveiller l'intérêt de Cortés pour le royaume tarasque. En 1522, une armée espagnole commandée par Cristóbal de Olid fut envoyée en territoire tarasque, pour parvenir à Tzintzuntzan au bout de quelques jours. L'armée tarasque comportait plusieurs milliers d’hommes, et leur nombre atteignait peut-être les 100 000 guerriers, mais au moment crucial, ils décidèrent de ne pas combattre. Sans doute en partie à cause des ravages provoqués par les épidémies, le jeune Cazonci choisit d'accepter la suzeraineté espagnole plutôt que de subir le sort de Tenochtitlan. Comme preuve de sa soumission, il accepta le baptême et l’arrivée des missionnaires franciscains dans la région. En échange de sa coopération Tangáxuan obtint un large degré d'autonomie. Il en résulta un arrangement étrange où Cortés et Tangáxuan se considérèrent tous les deux comme les dirigeants du Michoacán pendant les années qui suivirent : la population de la région payait tribut aux deux.
Quand les Espagnols découvrirent que Tangáxuan était encore de facto roi de son pays et ne fournissait aux Espagnols qu’une petite partie des impôts prélevés sur la population ils envoyèrent l'impitoyable conquistador Nuño Beltrán de Guzmán, qui s'allia avec un noble tarasque, le Cuinierángari Don Pedro Panza, et le Caconzi fut exécuté. Selon d'autres sources, Tangáxuan II fut traîné derrière un cheval, puis brûlé. Une période de violences et de turbulences commença alors. Au cours des décennies suivantes des rois tarasques fantoches furent installés par le gouvernement espagnol, mais quand Nuño de Guzman, en disgrâce, fut rappelé en Espagne, l'évêque Vasco de Quiroga fut envoyé pour pacifier la région. Il gagna rapidement le respect et l'amitié des indigènes qui cessèrent les hostilités contre l'occupant espagnol.
Avec l’annexion du Michoacán les Espagnols réalisèrent ce que les Aztèques n’avaient pas pu obtenir : ils avaient fait de Mexico-Tenochtitlán la capitale et avaient réduit le royaume de Michoacán à une province tributaire. Les décisions pertinentes concernant le Michoacán seront désormais prises à Mexico, et les richesses de la province drainées vers la nouvelle capitale espagnole de la Nouvelle-Espagne et de l’autre côté de l'océan vers un monarque que les indigènes ne verraient jamais.
Il est difficile de savoir si le jeune et nouveau roi n'a pas complètement compris les intentions des Espagnols ni deviné comment le système fonctionnait, ou s'il pensait qu'il pouvait les tromper sous leurs yeux, auquel cas il a été mal conseillé, ou si les deux facteurs se sont combinés. De toute évidence, les Espagnols avaient pour but de lui permettre de garder une autonomie symbolique pour lui-même et son empire comme récompense pour sa coopération. Mais quand ils découvrirent qu'il continuait à recevoir un tribut de ses sujets - soit qu’il ait gardé pour lui des marchandises provenant des Espagnols, soit qu’il ait organisé à part entière un système parallèle au leur, cela n’est pas clair- ils l'exécutèrent. Le 14 février 1530, le dernier roi indigène des Tarasques fut mis à mort des mains des conquérants.
Les descendants des Tarasques restent au Michoacán, en particulier dans la région du lac Patzcuaro. La langue est encore parlée, mais seulement par une fraction de la population. Tzintzuntzan existe toujours sur la rive du lac de Patzcuaro, produisant encore de la céramique et utilisant des métiers à tisser. La ville actuelle possède une population correspondant à moins d'un dixième de celle de la capitale tarasque à son apogée, et elle continue à perdre beaucoup de ses jeunes habitants émigrant à la recherche d'une vie meilleure.
Selon Roth-Seneff et Kemper, les anthropologues sont de deux opinions différentes sur les Tarasques contemporains.
Le premier groupe, partisan de ce qu'on appelle le point de vue hispaniste, fait valoir que les descendants des tarasques survivants sont devenus avant tout une culture paysanne espagnole. Même s’ils ont conservé leur langue et quelques-uns des éléments culturels méso-américain de base (par exemple, un régime alimentaire à base de haricots, de courges, de piments, de maïs), en ce qui concerne la vie religieuse, l'économie, les traditions ou les connaissances folkloriques ils se sont hispanisés. Le deuxième groupe, en revanche, est plus convaincu d’une continuité qu'on pourrait décèler entre la culture méso-américaine traditionnelle et la vie moderne des Tarasques restants, en particulier dans les domaines de la relation entre la langue et la culture, les relations entre les sexes, la socialisation, la cosmologie et l'ethnoscience.

## Organisation politique
Le roi disposait d’un gouverneur et, en période de guerre, d’un capitaine général qui était obéi comme le Cazonci lui-même. Il avait mis en place quatre hommes très en vue sur les quatre frontières de la province, et son royaume était divisé en quatre parties. Il avait dans chaque ville des caciques qu’il y avait placés et qui étaient responsables de l’approvisionnement en bois des qués (temples, en tarasque), avec la main d’œuvre dont chacun disposait dans sa ville, et de conduire leur peuple dans des guerres de conquête. Il y avait d'autres dirigeants appelés acháecha, qui étaient les chefs qui accompagnaient constamment le Cazonci et sa cour. De même, la plupart du temps, les caciques de la province accompagnaient le Cazonci; on les appelait caráchacapacha. Il y avait d'autres personnes appelées ocánbecha qui avaient la charge de compter les hommes et de les rassembler pour les travaux publics et perecevoir le tribut, chacun d'eux se voyait confier un barrio.
À l'époque de la Conquête, le bassin du lac Patzcuaro comportait une population de 60 000 à 100 000 habitants, répartis entre 91 groupements de différentes tailles. Pour administrer cette population dense et celle des régions périphériques, des structures sociales, économiques et administratives efficaces étaient nécessaires. En effet, elles avaient été mises en place dès la Protohistoire (1450-1520), et elles ont continué à évoluer avec l'expansion de l'empire et l'incorporation de nouveaux peuples, de biens commerciaux, de philosophies religieuses, etc.
L'administration d'un empire de 75 000 km2, comprenant de nombreux groupes ethniques et linguistiques différents posait sans nul doute de nombreux problèmes. Au sommet de la structure administrative on trouvait, bien sûr, le Cazonci. Il existe des désaccords au sein de la  Relation de Michoacán  elle-même sur le point de savoir si la royauté était héréditaire ou élective. Don Antonio Huitziméngari, fils du dernier Cazonci et l'un des nobles qui ont fourni des informations pour la Relacion, a déclaré que la royauté avait été transmise par héritage au fils aîné de sa famille pendant plus de 700 ans. Cela serait peut-être plus plausible s'il y avait le moindre élément de preuve que l’origine des Tarasques remontait à aussi loin… en tout cas, une autre section de la Relacion raconte un changement de pouvoir, où un roi est élu comme successeur de son père. Un autre article encore peut apporter un moyen de sortir du dilemme : il suggère qu’un Cazonci vieillissant pouvait choisir un de ses fils pour être son héritier, et qu’après sa mort, le conseil des nobles et les fonctionnaires devaient confirmer son choix.
Peu importe comment on devenait Cazonci, une fois qu’il devenait roi, son pouvoir était absolu. Le roi était inclus dans la hiérarchie sacerdotale et en tant que représentant des dieux, il était aussi chef de guerre, juge suprême de la nation, et roi de la ville de Tzintzuntzan. Il était en grande partie responsable de la conduite des affaires diplomatiques, lorsque cela devenait nécessaire : au moins à une occasion, il a été constaté que les dirigeants du royaume tarasque ont participé aux festivités du couronnement d'un nouvel empereur aztèque.
Apparemment, les deux entités politiques n’étaient pas en état de guerre permanent. La cour royale était importante, avec une grande variété de bureaucrates et autres fonctionnaires de la résidence du roi, comme le gardien de zoo du roi et le chef de ses espions de guerre, et aussi, les chefs des divers groupes professionnels: maçons, fabricants de tambours, médecins, fabricants de couteaux d'obsidienne, pêcheurs, orfèvres et décorateurs de coupes.
La Relacion décrit en détail l'enterrement d'au moins un Cazonci : accompagné de musique et de rituels compliqués, le roi était porté à sa dernière demeure en présence des tarasques et de seigneurs étrangers. Pour l’accompagner dans la mort on sacrifiait sept femmes importantes du palais, ainsi que le gardien des labrets en or et en turquoise, le gardien de l’urinoir, le cuisinier, et le porteur de vin. Étaient également sacrifiés quarante personnes de sexe masculin, y compris, dans ce cas, le médecin qui n'avait pas réussi à guérir le Cazonci de la maladie qui l’avait emporté ! De toute évidence, on croyait que la cour royale devait être reconstituée pour servir le roi au pays des morts.
Comme le suggère le débat sur la succession du Cazonci, la royauté était extrêmement importante pour les Tarasques.

## Société
La classe sociale était essentiellement déterminée par la naissance, avec seulement un minimum de mouvement entre les classes. Gorenstein et Pollard ont découvert trois classes sociales héréditaires, sur la base d'informations provenant de la Relacion de Michoacán et sur des fouilles réalisées à Tzintzuntzan :
- le Cazonci, parfois aussi appelé irecha, et la lignée royale (seigneurs, señores)
- la noblesse, également désignée sous le nom de Principales, caciques, naturales señores, qui étaient liés et avaient la responsabilité de certains quartiers
- les roturiers, également appelés purépecha, la gente baja, común gente

Il y avait aussi des esclaves, qu'on trouve seulement en relation avec la lignée royale. Chaque classe peut être distinguée par le vêtement, la structure domestique, le mariage, la richesse, les responsabilités et les privilèges accordés, ainsi que l'accès aux professions. Il semble également exister certaines connexions entre la stratification sociale et le système religieux : par exemple, le niveau d'engagement dans des activités religieuses des señores suggère que certaines responsabilités religieuses incombaient aux personnes de cette classe. En outre, et cela est intéressant, la présence d'un prêtre était nécessaire lors des mariages de la royauté et la noblesse, mais pas au mariage de roturiers,.
La royauté travaillait également à restreindre l'accès aux professions et aux fonctions politiques, qui allaient parfois ensemble. La politique de succession était assez souple, et tenait compte des aptitudes personnelles et des qualités de dirigeant, mais était aussi régie par un système de parenté ambilatéral encore mal compris des érudits.
Les huit régions administratives du bassin du lac Patzcuaro - d'importance secondaire par rapport à Tzintzuntzan - étaient régies par les señores (la noblesse héréditaire) qui relevait directement du Cazonci. Ces centres étaient situés à Paréo, Eronguarícuaro, Pechátaro, Urichu, Pacandan- Xarácuaro, Itziparamucu, Uayaneo, et Pátzcuaro; chaque région comprenant un certain nombre de villages et hameaux en dépendant.
Comme le suggère la lecture de la Relacion, de nombreux autres petits fonctionnaires civils et militaires avaient des emplois dans tout l'empire, comme la surveillance des guildes de travailleurs. Ces fonctions étaient héréditaires dans la famille qui les détenait– il pouvait exister une certaine latitude de choix sur le point de savoir qui dans le système de parenté hériterait d'une fonction particulière, mais il n'était pas question que l'emploi ne reste pas au sein de la famille.

## Économie
Une telle structure administrative et politique soigneusement conçue aurait eu peu d'utilité sans une économie fonctionnant selon le même type de gestion. Il y avait trois principaux marchés connus dans l'empire : deux dans le bassin du lac Patzcuaro à Tzintzuntzan et Paréo, et un juste à l'extérieur du bassin au nord-ouest à Asajo.
Les roturiers notamment obtenaient la plupart de leurs biens et de leurs services, soit par des activités de subsistance soit dans ces marchés régionaux. L'élite, d'autre part, recevait la plupart de ses biens et de ses services, qu'ils soient locaux ou à distance, d’agences contrôlées par le gouvernement comme le réseau des tributs.
Prenant note de ce fait et d'autres questions, Paredes suggère qu'une étude plus approfondie devrait être faite sur la question des marchés, en particulier dans les régions périphériques proches de la frontière. Comment les roturiers qui étaient éloignés du noyau pouvaient-ils obtenir des biens et des services qu'ils ne pouvaient pas produire eux-mêmes? S'ils ne pouvaient pas bénéficier du réseau tributaire, peut-être tenaient-ils des marchés et échangeaient-ils avec des groupes d'autres cultures dans leur région.
Le commerce et le système tributaire étaient tous deux administrés au niveau central par Tzintzuntzan. Le commerce à longue distance, en particulier, était dirigé au niveau de la province avec des fonctionnaires nommés par le gouvernement. Il ne s’agissait pas d’une guilde privée comme les pochtecas aztèques, et ils pouvaient en outre jouer le rôle d’espion au service du roi. Le réseau tributaire était fondamentalement une institution politique, avec des marchandises transitant par différents niveaux, venues de différentes régions du territoire vers Tzintzuntzan, où elles étaient stockés dans des entrepôts centraux. Le tribut se composait de biens et de services, et était recueilli sur une base régulière. Le système entier était sous le contrôle de la famille royale, et il était de leur responsabilité de superviser la réception, le stockage et la distribution de tout ce qui était reçu. Les bénéficiaires habituels des biens reçus en tribut étaient la famille royale elle-même, la bureaucratie, les fonctionnaires religieux, les émissaires étrangers (comme dons), les populations locales en cas d'urgence, l'armée en temps de guerre.
Les articles communément reçus en tribut étaient : le maïs, le coton, les vêtements, les esclaves, les victimes sacrificielles, les objets métalliques, les armes, les fruits tropicaux, le cacao, le coton brut, les gourdes, les peaux d'animaux, les plumes d'oiseaux tropicaux, l’or, l’argent et le cuivre.
Bien que la collecte du tribut fonctionnât à sens unique la plupart du temps, le commerce circulait dans les deux sens, en provenance et à destination du centre de l'empire. Les exportations de la région du bassin notamment le poisson séché, et de petites quantités de plumes d'oiseaux et de la sauvagine. Sinon, la région n'exportait que des produits manufacturés tels que des paniers, des nattes, des céramiques et des objets métalliques.
Le réseau de transport du bassin du lac Patzcuaro se composait de réseaux ramifiés qui s'étendaient depuis les versants des collines jusqu’au fond du bassin, et les itinéraires du circuit reliaient ces réseaux à d’autres circuits de distribution.
Quelques itinéraires s’étendaient à l'extérieur du bassin, mais compte tenu de la densité de la population dans le noyau, il y avait besoin de davantage de circulation de marchandises dans la région centrale.

## Religion
Sous-jacents et soutenant les structures sociales, politiques et économiques de l'empire on trouvait la religion d'État, qui a probablement pris sa forme définitive pendant les 150 dernières années précédant la Conquête.
La religion tarasque était centrée sur l'adoration du dieu Curicaueri, qui a été identifié avec le soleil et dont le nom signifie Grand feu. Les autres divinités importantes étaient Cuerauáperi, la déesse qui produit les nuages, et qui, apparemment, contrôlait également la fécondité, car son nom signifie celle qui provoque la naissance, et Xaratanga, la déesse de l'agriculture. Il existait d'innombrables autres divinités, constituant un véritable panthéon des dieux du ciel, de la terre et de l'enfer, chacune avec son propre temple et ses lieux sacrés dans tout le bassin du lac Patzcuaro. Coe note que, par plusieurs de ses aspects la religion tarasque était remarquablement non-mésoaméricaine: ils n'avaient pas d'équivalent au dieu de la pluie aztèque Tlaloc, et aucun Serpent à plumes. En outre, leur système calendaire n’utilisait pas le calendrier rituel de 260 jours retrouvé largement en Mésoamérique, et ils n'utilisaient pas le calendrier à des fins divinatoires.
Tzintzuntzan était le principal centre religieux, ainsi que le centre politique et économique de l'empire. (Il n’existe aucune preuve à l'appui de la supposition faite par Cabrera et V. Perez González que, si Tzintzuntzan fonctionnait comme une capitale politique, la capitale religieuse était à Zacapu et la capitale militaire à Pátzcuaro. Ici se trouvait le roi ou Cazonci (également nommé Kasonsí, Caçonçi, ou Caltzontzin en nahuatl) qui exerçait le pouvoir comme représentant de Curicaueri et dont les fonctions principales étaient de conquérir des terres au nom du dieu, et de s'assurer que des feux perpétuels dans les temples étaient alimentés avec du bois.
Ici, des sacrifices humains en grand nombre ont eu lieu, les victimes habituelles étant des prisonniers de guerre. On croyait qu’ils étaient possédés par Curitacaheri, le messager des dieux, et étaient donc vénérés. On leur donnait suffisamment à boire pour les assommer, ils étaient amenés à la pierre du sacrifice, et leur cœur était découpé et offert au soleil.
Bien que les hiérarchies civiles et religieuses aient été définies séparément les unes des autres, en réalité, il y avait d’importants chevauchements. Le Cazonci était également membre de la hiérarchie sacerdotale dont le rôle était de sacrifier des victimes humaines. En outre, le grand prêtre, le petámuti, devait exercer les fonctions de juge au nom du Cazonci.
Les prêtres en général se distinguaient par la gourde de tabac, qu’ils portaient sur le dos. Contrairement aux prêtres aztèques, les prêtres tarasques n’avaient pas l’obligation d’être célibataires.
Comme indiqué plus haut, l'un des devoirs du roi était de conquérir de nouvelles terres pour le dieu Curicaueri. Ainsi, il n'est pas surprenant de constater que la religion et la guerre soient intimement liées entre elles. À la suite de la décision de partir en guerre, un acte religieux important se produisait : les prêtres allumaient à Tzintzuntzan des feux immenses qui, dès qu’ils étaient visibles, devaient être relayés par des prêtres dans les huit autres centres administratifs. Les 91 colonies de peuplement du bassin du lac Patzcuaro pouvaient voir les feux d'un ou plusieurs de ces centres, et donc recevoir le message pour se préparer à la guerre.
Il a été noté comment les feux ont été fréquemment utilisés pour transmettre des messages entre les localités frontalières, il devient maintenant évident que les feux de la guerre étaient symboliquement liés au grand feu lui-même, Curicaueri. Les servants des centres religieux était également activement impliqués dans la conduite de la guerre : certains se déplaçaient avec l'armée, portant les statues des dieux, et assistant aux combats, d'autres emmenaient des captifs et prisonniers de guerre à leur retour vers les centres religieux, d'autres étaient également chargés d’exécuter ou de sacrifier des captifs et d’organiser les rituels correspondants.
Présente non seulement sur le terrain de la guerre, mais inspirant également une grande partie de la vie de l'État, la religion des Tarasques donnait un sens et une structure à la façon dont ils vivaient. Ce qui est remarquable dans le système religieux tarasque, note Gorenstein, c’est à quel point il était lié à la prise des décisions politiques et au fonctionnement du système administratif.

## Culture tarasque

### Architecture

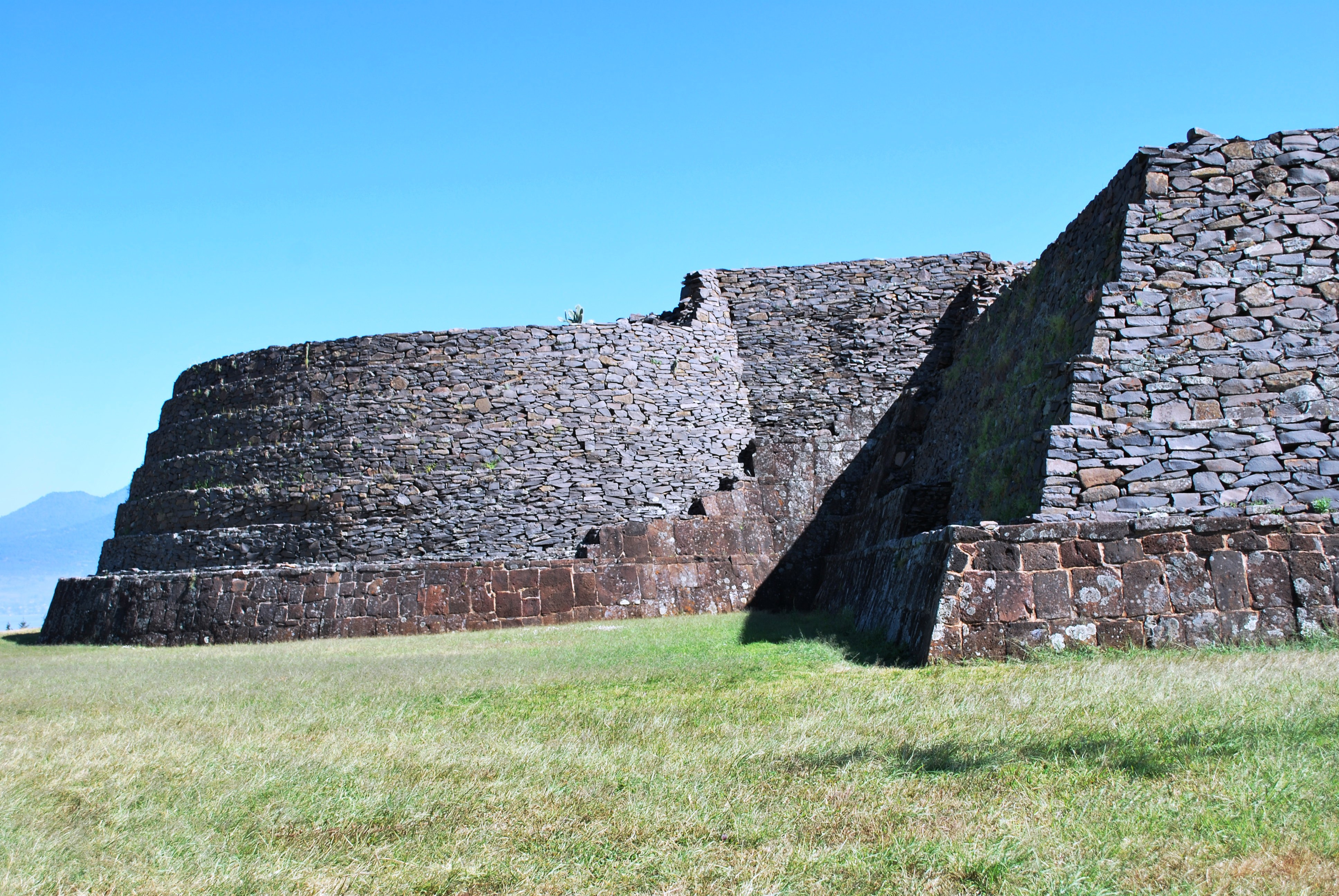
L'une des pyramides de Tzintzuntzán.

On trouve peu d'architecture monumentale dans l'empire tarasque. Ni les grandes villes du cœur, ni les villes frontalières ne semblent avoir été fortifiées de manière significative. Bien qu’il existât des routes commerciales, elles étaient apparemment non aménagées, puisque la construction de routes et de ponts a été l'un des premiers efforts entrepris par les Espagnols. Seuls deux terrains de jeu de balle sont connus, et aucun ne se trouve à Tzintzuntzan où on pourrait s'attendre à en trouver un. C'est ce manque relatif de monuments qui a conduit de nombreux historiens à supposer que la société Tarasque n'avait pas atteint le niveau d'un État… et qu'il n'y avait pas grand chose d'intéressant à apprendre sur eux.
Les yácatas sont les constructions les plus typiques de l'architecture tarasque. Le cœur cérémoniel de la dernière capitale tarasque, Tzintzuntzan, est constitué d'une gigantesque terrasse artificielle haute de 18 m, longue de 425 m et large de 250 m. Elle est édifiée sur un terrain en pente au pied du mont Yaguarato. Un escalier permettait d'accéder au sommet de la structure où s'alignent cinq pyramides (ou yacatas en langue tarasque). La plate-forme de chacun de ces 5 édifices est haute de 13 m. Elle présente un corps rectangulaire long de 75 m accolé à un corps circulaire d'un diamètre de 35 m. Pour certains auteurs, le plan de base se rapproche d'un trou de serrure en coupe et il s'agit d'une plate-forme de pyramide à degré. Son noyau de gravats est revêtu de dalles de pierre de taille dont certains ont été gravées avec des spirales, des cercles et autres figures géométriques. Coe note en outre que les dalles de pierre finement ajustées - aujourd'hui disparues - rappellent la perfection de la maçonnerie Inca en Amérique du Sud, et que les yácatas qui ont été étudiées contiennent des tombes richement garnies. Un sanctuaire de plan cylindrique et à la toiture conique en chaume coiffait le sommet de la section circulaire. Un escalier reposait contre la face principale de la plate-forme rectangulaire. Le site voisin d'Ihuatzio possède également trois yacatas fort délabrées. Ce type de construction est assez original, même si on peut en observer de semblables ailleurs en Mésoamérique : Tula, Cempoala, Tenochtitlan, Calixtlahuaca
L’architecture tarasque en général est moins spectaculaire que les yácatas, mais réserve quelques surprises. Comme on pouvait s'y attendre, les principaux matériaux de construction sont le bois et la pierre. À ce jour, cependant, on n’a trouvé aucun vestige ou preuve de l'utilisation de stuc, que ce soit pour les planchers ou pour les murs, une différence significative par rapport au reste de la Mésoamérique.

### Arts et techniques
Les artisans tarasques ont fait un travail particulièrement remarquable sur la céramique, les plumes, le bronze, le cuivre et l'or.
Différents chercheurs ont mis en évidence différents types d'objets, en fonction de ce qui retenait leur attention: Gorenstein et Pollard décrivent les récipients de céramique avec des combinaisons distinctes de forme, de finition, et de motifs décoratifs; un travail hautement spécialisé de lapidaire en obsidienne et en cristal de roche avec des mosaïques en turquoise, des objets métalliques formés à la fois par martelage et par coulée, et décorés par de nombreuses techniques différentes.

#### Métallurgie
La métallurgie est née dans la Andes centrales vers 1500 av. J.-C. Si les techniques, exportées dans le nord-ouest de la Mésoamérique par voie maritime, sont connues au Michoacan à partir de 800 - 900 apr. J.-C., leur essor date de l'époque tarasque au Postclassique.
Outre le bronze, utilisé pour la fabrication d'instruments aratoires (pelles, houe, puyas) et d'outils de travail (haches, ciseaux, poinçons, hameçons, aiguilles, etc), les Tarasques, utilisaient le placage à l'or, une autre technique utilisée par d'autres groupes en Mésoamérique.
On trouve également des objets bimétalliques d'argent et d'or et des ornements d'oreille et de labrets en obsidienne minces comme du papier, façonnés à la feuille d'or et incrustés de turquoise.

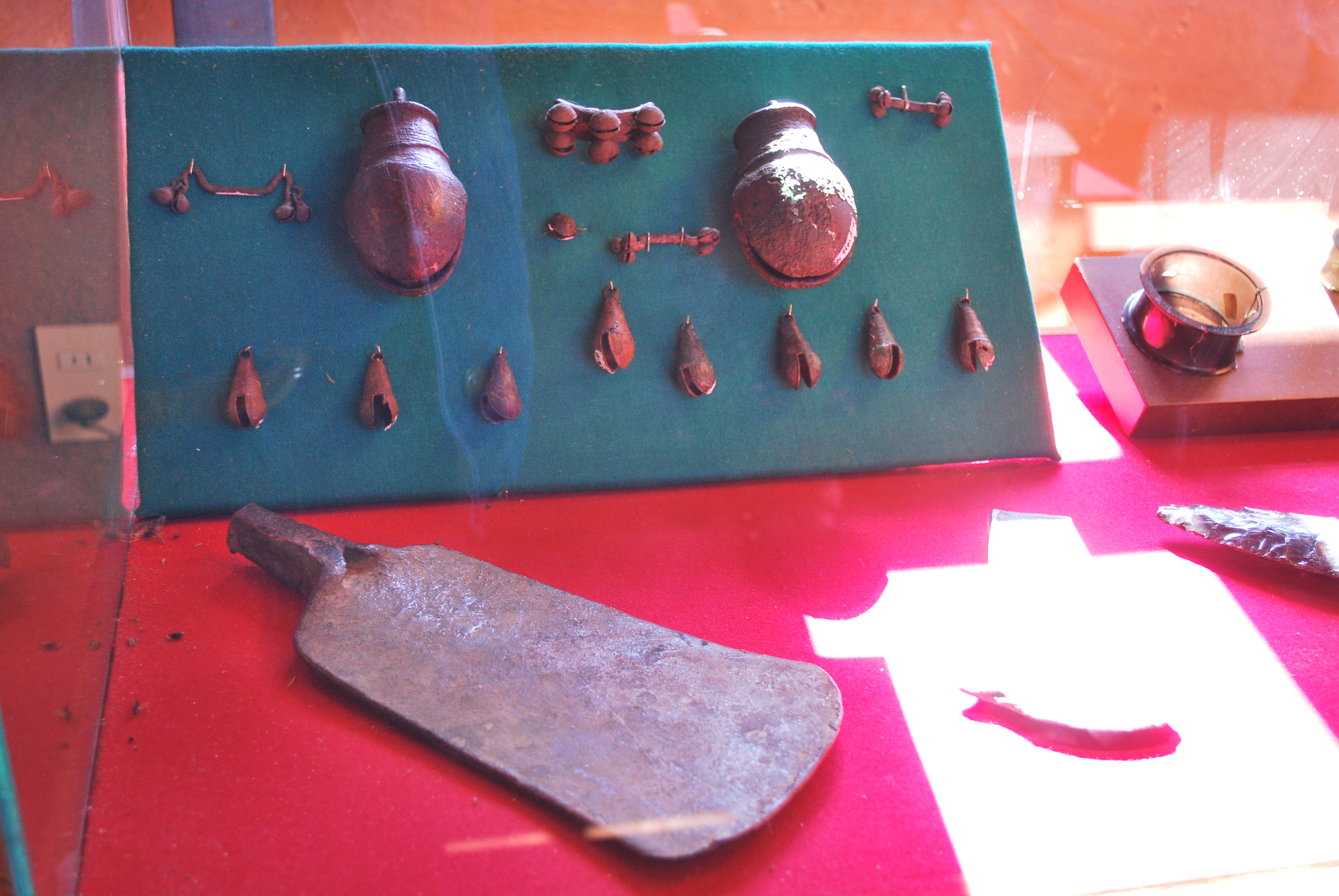
Objets métalliques tarasques provenant de Tzintzuntzan

Parmi les produits les plus typiques de la métallurgie tarasque figurent les haches, les pinces à épiler et les grelots.
Les haches sont en cuivre, en bronze ou en alliages cuivre-bronze, étain-bronze-arsenic ou cuivre-bronze-arsenic. Selon Ch. Duverger, les haches en métal du Michoacán servaient de monnaie d'échange. Leur fabrication se faisait de la façon suivante : un homme souffle à l'aide d'une canne de soufflage dans un feu de braise. Du métal en fusion s'échappe du foyer, il s'agit d'un creuset en céramique, pour se déverser dans un moule. Selon D. Hosler, un martelage à froid donnait à la lame sa forme définitive, laquelle dérive du Tumi péruvien.
Les premières pinces à épiler du Michoacán datent de 1200-1300 apr. J.-C. Les plus anciennes proviennent de l'Équateur et dateraient de 800 apr. J.-C. environ. Elles se caractérisent par des formes originales : rondes, rectangulaires aux bouts légèrement arrondis, en forme de Tumi péruvien avec ou sans spirales. L'élite tarasque portait ces objets autour du cou. Les pinces à épiler pouvaient être en or, en argent, en cuivre ou en alliages cuivre-argent, cuivre-or, cuivre-étain, cuivre-bronze-arsenic-étain ou cuivre-or-argent. Pour leur confection, L'orfèvre crée tout d'abord une pièce uniforme. Il supprime ensuite une partie de la surface du métal pour donner à l'ensemble la forme qu'il désire. celle-ci peut comporter 4 « membres » informes qui seront allongés pour donner naissance à un décor en spirale. L'artisan plie enfin la plaque de métal en deux.
Les plus anciens grelots apparaissent en Colombie vers 200-500 apr. J.-C. La technique employée par les artisans tarasques pour leur fabrication est celle de la cire perdue : on utilise un moule fait d'un mélange de cire et de résine de copal enveloppé dans une gangue d'argile mêlée de matières organiques, souvent du charbon de bois. Après un temps de séchage, le moule est mis au jour de manière à faire s'écouler la cire par l'évent. Le métal en fusion est alors versé dans l'ouverture. Après refroidissement, on brise le moule. On ébarbe puis on polit avec une pierre l'objet démoulé. Après la fonte à la forme perdue, on soude l'attache et d'autres éléments de décor au moyen d'une pâte comportant une matière combustible et de l'oxyde de cuivre. Chauffés ensemble, la matière organique est carbonisée tandis que l'oxyde de cuivre s'unit avec le métal. Notons enfin que certains grelots présentent un alliage de cuivre-étain ou de cuivre-bronze-arsenic.

#### Sculpture
Il existe deux types d'objets remarquables:

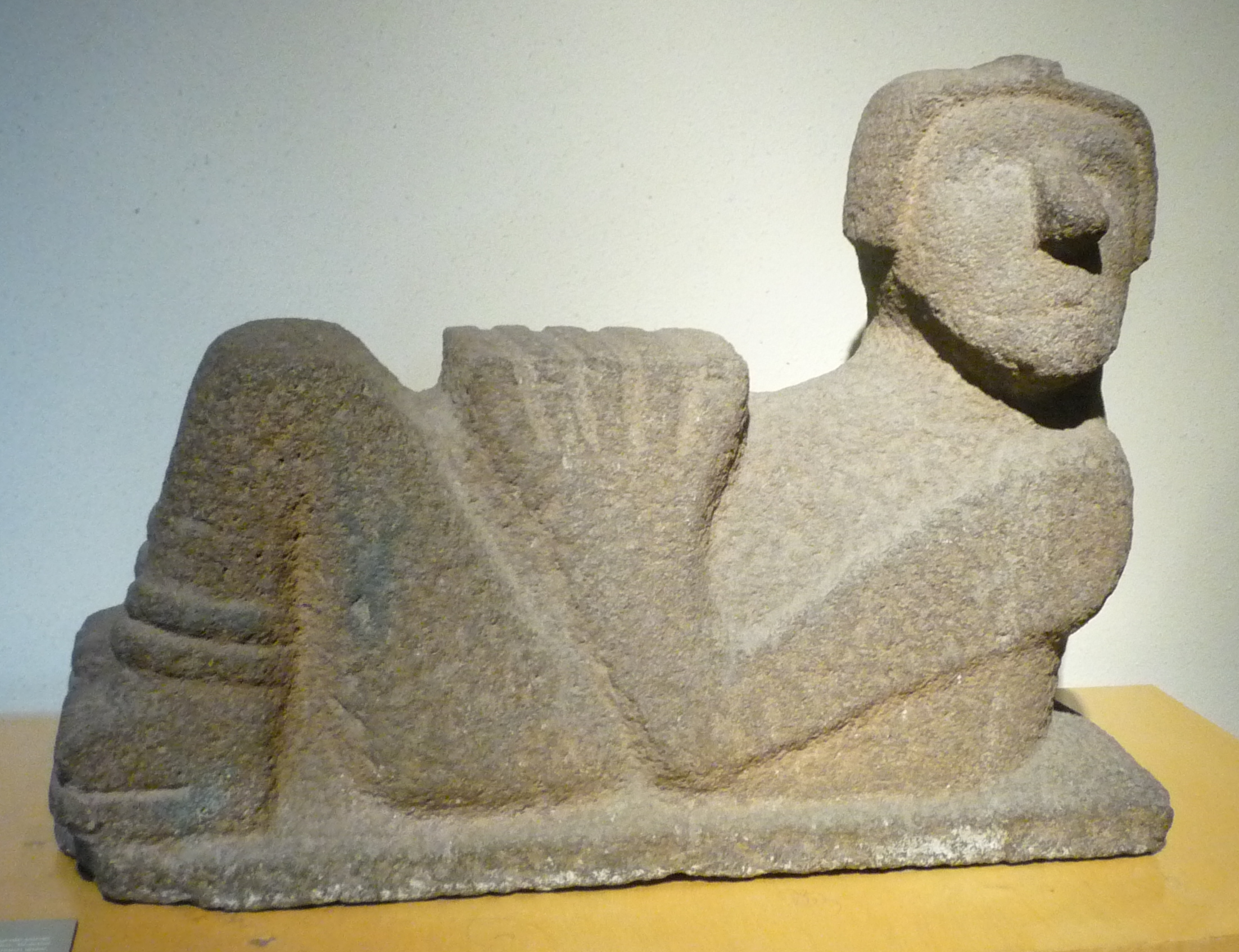
Chac Mool tarasque.

- Les Chac-Mool : il existe cinq Chac Mool tarasques en basalte qui proviennent d'Ihuatzio et de Pátzcuaro. Ils représentent tous un homme à demi-couché sur le dos, redressé sur ses coudes, les mains sur le ventre, les genoux pliés et la tête tournée sur le côté. Bien qu'entièrement nu, il porte des ornements aux chevilles (?). Deux de ces Chac-Mool (exposés au Museo Nacional de Antropología de Mexico et au  Museo Michoacano de Morelia) tiennent dans leurs mains un plateau. Ils sont sexués et ridés. La représentation du phallus renvoie aux principes de fertilité et de fécondité. Les rides expriment toujours la vieillesse. La taille des cinq sculptures tarasques varie fortement : entre 20 et 90 cm de hauteur et entre 30 et 160 cm de longueur. L'identité de ce curieux personnage masculin est débattue. L. López-Lujan et M.-F. Fauvet-Berthelot estiment que les Chac-Mool ne sont pas des images de culte au sens strict mais des messagers divins chargés de recueillir sur leurs ventres les cœurs humains arrachés dans le but de les offrir à l'astre solaire. L'usage cérémoniel de ces sculptures est incertain. A. López Austin, L. López-Lujan et M.F. Fauvet-Berthelot donnent plusieurs fonctions possibles : Tlamanalco (table d'offrande) ou Techcatl (pierre sacrificielle). La dernière hypothèse ne peut pas s'appliquer pour les petites pièces. Les Chac-Mool tarasques témoignent de l'imprégnation culturelle nahua au Michoacán. Les archéologues ont découvert des pièces semblables dans toute la Mésoamérique : à Tenochtitlan, Tula, Chichén Itzá, Cempoala, dans l'État de Tlaxcala ainsi qu'au Salvador.

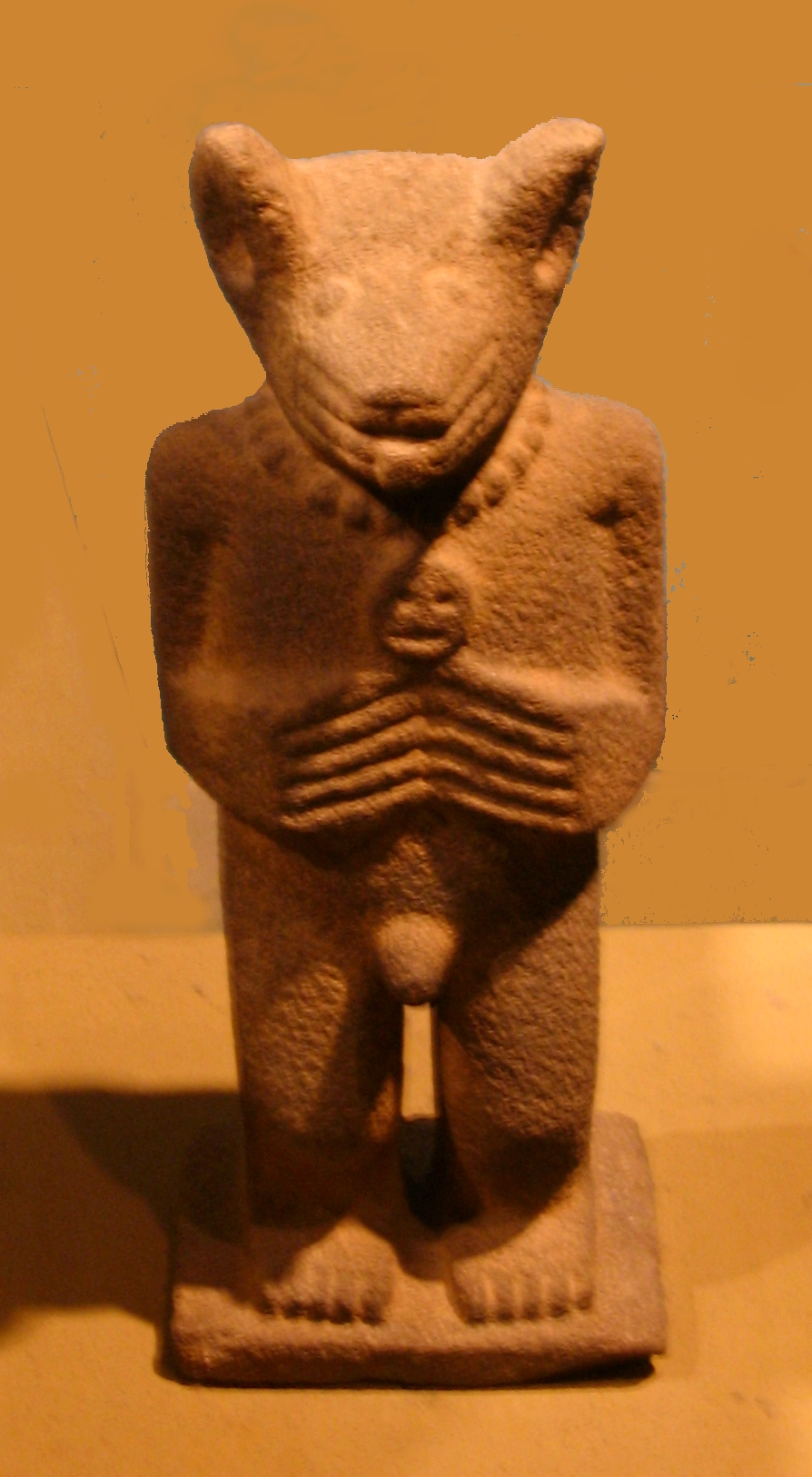
Statuette de coyote précolombienne attribué à la culture tarasque, représentation possible du dieu coyote Uitzimángari. Taille: 43.5 cm.

- Les coyotes : ces sculptures en basalte qui proviennent d'Ihuatzio sont au nombre de huit. Elles se divisent en deux groupes. Quatre coyotes sont représentés sur leurs quatre pattes et la queue dressée. Leurs troncs ont la forme d'un bloc rectangulaire, ce qui suggère que ces pièces aient pu servir de trône ou d'autel. Les quatre autres coyotes sont anthropomorphisés: La tête de l'animal est associée au corps d'un être humain nu et sexué. Il est debout, les jambes fléchies et les mains jointes sur l'abdomen. Il pourrait s'agir d'un homme portant un masque[95]. Celles-ci se touchent sans pourtant être jointes. Ces sculptures se doivent d'être mises en relation avec une pièce de l'American Museum of Natural History de New York : il s'agit d'un homme nu, debout, nu, sexué, les jambes fléchies et les mains jointes posées sur l'abdomen. Tous les coyotes ont la gueule ouverte, les dents dégagées et la langue pendante. Les yeux sont incisés. À quelle divinité correspondent ces sculptures? Les indices sont à chercher du côté de la symbolique de l'animal. Selon G. Olivier, le coyote était l'un des Nahualli (c'est la faculté qu'a une divinité ou un homme à se transformer en animal) de prédilection du dieu Tezcatlipoca (dieu aztèque du nord, de la nuit, du vent nocturne, de la Grande Ourse et protecteur des jeunes guerriers et des esclaves). Le plus connu de tous est Huehuecoyotl (dieu du rythme, de la danse et de la musique). Cet animal lubrique, qui mouchardait et semait la discorde, est souvent représenté le sexe en érection comme les coyotes anthropomorphisés d'Ihuatzio. Il se pourrait donc que nous ayons affaire à des effigies de Huehuecoyotl / Tezcatlipoca, plus connu chez les Tarasques sous le nom de Tiripeme Curicaueri.

#### Céramique
Parmi les productions typiques de la céramique tarasque figurent les miniatures, les pipes et les vases à anse en étrier.
Les miniatures sont des reproductions de récipients domestiques, que l'on retrouve comme offrandes funéraires. Les pipes occupent une place à part dans la culture et la religion tarasque : les prêtres fumaient pour des raisons cultuelles
Les vases à anse en étrier sont une tradition sud-américaine. Elles apparaissent en Équateur dès 1500 av. J.-C. et en Mésoamérique dès 1000 av. J.-C. Les premiers exemples au Michoacan sont datés entre 500 av. J.-C. et 200 apr. J.-C. Ils appartiennent aux styles El Opeño et Chupicuaro. Ils disparaissent du Michoacan vers 300 apr. J.-C. et réapparaissent autour du lac de Patzcuaro vers 1200 apr. J.-C.
L'anse de ces céramiques se caractérise par deux tuyaux courbes qui se rejoignent pour former le goulot. Les poteries à anse en étrier tarasques les plus récentes se distinguent des plus anciennes par la présence d'un bec verseur protubérant de forme tubulaire. J. L. Rojas Martinez (2004) y voit une connotation phallique en rapport avec les principes de fertilité et de fécondité.